# Línea 110 (Montevideo)

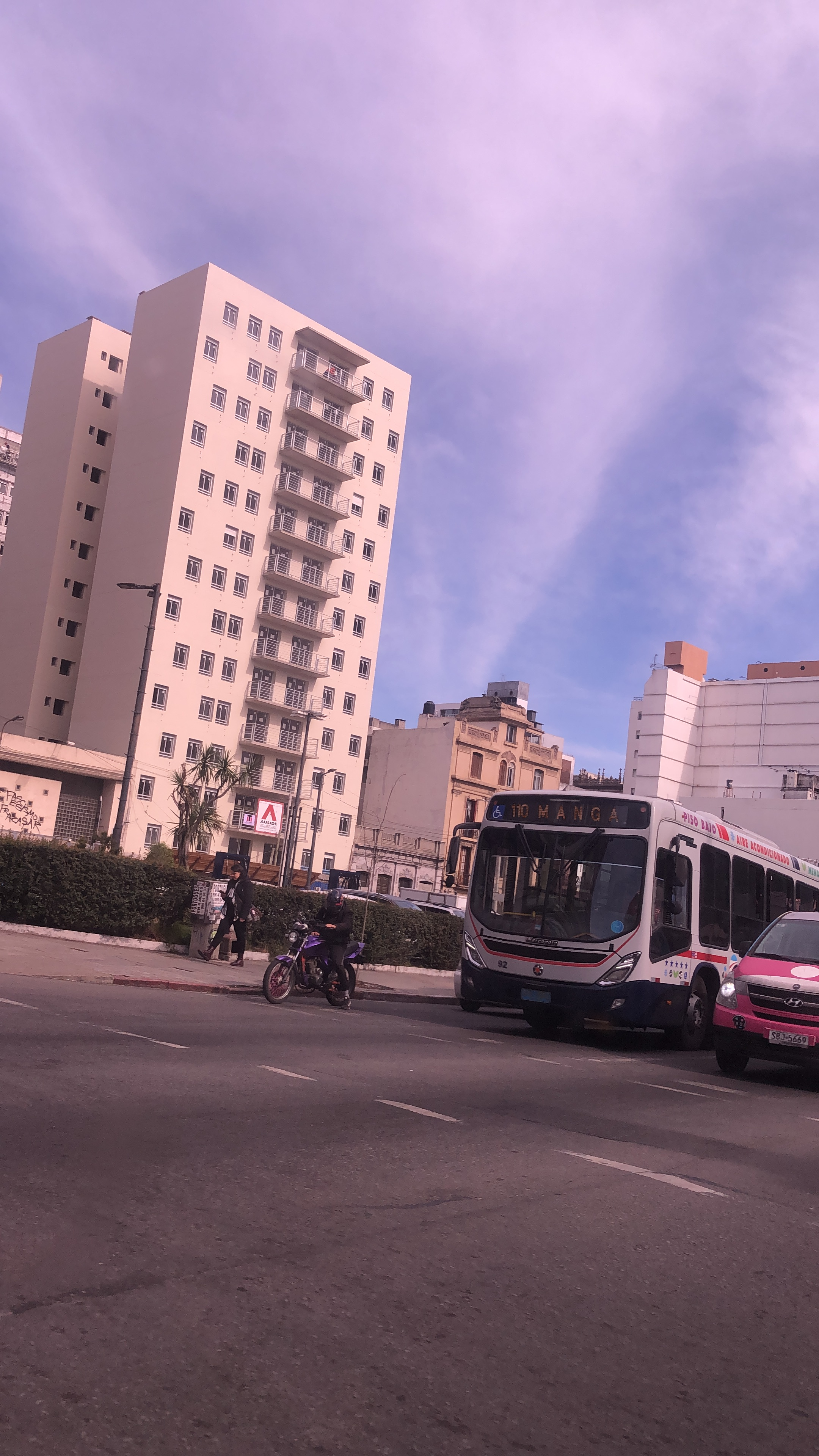
Línea 110 con destino a Manga sobre la Avenida 18 de Julio.

La línea 110 es una línea urbana de Montevideo que une la Plaza España con el barrio de Manga o Puntas de Macadam.

## Características
Su destino más frecuente en la ida es Manga, en el caso de Puntas de Macadam presta servicios cada 1 hora.

## Recorridos
| - Terminal Plaza España - Camacuá - Brecha - Buenos Aires - Plaza Independencia - Avenida 18 de Julio - Avenida 8 de Octubre - Andén 1 (Intercambiador Belloni) - Avenida José Belloni - (Estación Manga) - Avenida José Belloni - Camino al Paso del Andaluz - Terminal Manga Ida hacia Puntas de Macadam - Ruta Anterior - Avenida José Belloni hasta su final pasando el límite departamental, sobre la ruta 66 | - Terminal Manga - Camino al Paso del Andaluz - Avenida José Belloni - (Estación Manga) - Avenida José Belloni - Andén 3 (Intercambiador Belloni) - Avenida 8 de Octubre - Avenida 18 de Julio - Plaza Independencia - Juncal - Liniers - Ciudadela - Camacuá - Terminal Plaza España Regreso desde Puntas de Macadam - Ruta 66 - Avenida José Belloni Continúa a su ruta habitual... |

## Paradas
| Ida - Buenos Aires y Bartolomé Mitre - Avenida 18 de Julio y Convención - Avenida 18 de Julio y Río Negro - Avenida 18 de Julio y Doctor Aquiles Lanza - Avenida 18 de Julio y Minas - Avenida 18 de Julio y Eduardo Acevedo - Avenida 18 de Julio y Doctor Martín C Martínez - Avenida 18 de Julio y Alejandro Beisso - Avenida 8 de Octubre y Presidente Berro - Avenida 8 de Octubre y Avenida Manuel Albo - Avenida 8 de Octubre y Doctor Joaquín Secco Illa - Avenida 8 de Octubre y Jaime Cibils - Hospital Militar - Avenida 8 de Octubre y Avda. Luis Alberto De Herrera - Avenida 8 de Octubre y Agustín Abreu - Avenida 8 de Octubre y María Stagnero de Munar - Avenida 8 de Octubre y Comercio - Avenida 8 de Octubre y Presidente Ingeniero José Serrato - Avenida 8 de Octubre y Larravide - Avenida 8 de Octubre y General Félix Laborde - Avenida 8 de Octubre y Pan de Azúcar - Avenida 8 de Octubre y Gral. José Villagrán - Avenida 8 de Octubre y Ramón Castriz - Avenida 8 de Octubre y Vera - Avenida 8 de Octubre y Alférez Real - Avenida 8 de Octubre y Gobernador Vigodet - Intercambiador Belloni Anden 1 - Avenida José Belloni y Roma - Avenida José Belloni y Doctor Alfonso Lamas - Avenida José Belloni y Osvaldo Cruz - Avenida José Belloni y Washington Pérez - Avenida José Belloni y Lisboa - Avenida José Belloni y José Shaw - Avenida José Belloni y Presbítero Silverio A. Martínez - Avenida José Belloni y Bérgamo - Avenida José Belloni y Bulevar Aparicio Saravia - Avenida José Belloni y Camino Leandro Gómez - Avenida José Belloni y Camino Teniente Galeano - Avenida José Belloni y Camino Teniente Rinaldi - Avenida José Belloni y Camino Capitán Tula - Avenida José Belloni y Profesor Clemente Ruggia - Avenida José Belloni y Camino Repetto - Avenida José Belloni y Previsión - Avenida José Belloni y Camino Capitán Coralio Lacosta - Avenida José Belloni y Eladio Tardáguila - Avenida José Belloni y Camino Boiso Lanza - Avenida José Belloni y Avenida de La Aljaba - Avenida José Belloni y Camino Carlos A López - Avenida José Belloni y Camino Petirossi - Avenida José Belloni y Camino Al Paso Del Andaluz (TERMINAL MANGA) - Avenida José Belloni y Camino De Los Tangerinos - Avenida José Belloni y Camino Fénix (ANILLO PERIMETRAL) - Avenida José Belloni y Benito Berges - Avenida José Belloni y Antares - Avenida José Belloni y José Baltar - Avenida José Belloni y Camino General Osvaldo Rodríguez - Avenida José Belloni y Camino Carlos Linneo - Avenida José Belloni y Avenida de las Instrucciones - Avenida José Belloni y Camino Régulo - Avenida José Belloni y Camino Perla - Avenida José Belloni y Camino Rigel - Avenida José Belloni y Las Tres Marías - Avenida José Belloni y Camino La Cabra - Avenida José Belloni y Camino De Las Tropas - Avenida José Belloni y Los Fresnos - Avenida José Belloni y Los Agrónomos - Avenida José Belloni y Camino Los Viñedos - Avenida José Belloni y Club Cuchilla Grande - Avenida José Belloni y Camino De Las Colmenas - Avenida José Belloni y Servidumbre de Paso Paralela a Trabal - Avenida José Belloni y Camino Trabal - Avenida José Belloni y Camino América - Avenida José Belloni frente número 8599 - Avenida José Belloni y Senda De Paso - Avenida José Belloni y Camino El Labrador - Avenida José Belloni y De Las Colinas - Avenida José Belloni frente número 8976 - Avenida José Belloni y Camino El Sembrador - Avenida José Belloni y Ruta 66 (Límite departamental) - Puntas de Macadam. | Vuelta - Puntas de Macadam - Frente 9076 - Camino El Sembrador - Frente 8976 - Camino De Las Colinas - Camino El Labrador - Senda de Paso - Camino América - Camino Trabal - Camino De Las Colmenas - Club Cuchilla Grande - Camino Los Viñedos - Camino Los Agrónomos - Camino De Las Tropas - Camino La Cabra - Las Tres Marías - Camino de La Paz a Mendoza - Mío Mío - Camino Régulo - Avenida de las Instrucciones - Camino Carlos Linneo - Camino General Osvaldo Rodríguez - José Baltar - Antares - Benito Berges - Ruta Perimetral Número 102 Wilson Ferreira Aldunate - Camino Los Tangerinos - Terminal Manga - Camino Petirossi - Avenida de la Aljaba - Ramón Franco - Camino Capitán Coralio Lacosta - Previsión - Camino Domingo Arena - Doctor Bartolomé Vignale - Matilde Pacheco de Batlle y Ordóñez - Camino Teniente Rinaldi - Dunant - Avenida General Flores - Camino Leandro Gómez - Bulevar Aparicio Saravia - Bérgamo - Presbítero Silverio A. Martínez - Módena - Lisboa - Enrique S. Aguiar - Osvaldo Cruz - Virrey Elío - Manuel Calleros - Intercambiador Belloni - Smidel - Güemes - Belén - 20 de Febrero - General José Villagrán - Pascual Paladino - Doctor Silvestre Pérez - Larravide - Presidente Ingeniero José Serrato - Comercio - María Stagnero de Munar - Bulevar José Batlle y Ordóñez - Agustín Abreu - Avenida Luis Alberto De Herrera - Hospital Militar - Jaime Cibils - Comandante Braga - Avenida General José Garibaldi - Presidente Berro - Alejandro Beisso - Doctor Martín C. Martínez - Eduardo Acevedo - Magallanes - Doctor Javier Barrios Amorín - Yí - Río Negro - Andes - Juncal - Reconquista - Plaza España |

## Barrios
Atraviesa diferentes barrios de la ciudad, entre ellos: Ciudad Vieja, Centro, Cordón, La Blanqueada, La Unión, Curva de Maroñas, Jardines del Hipódromo, Piedras Blancas, Manga, Puntas de Manga, Toledo Chico y Puntas de Macadam.

## Destinos intermedios
Además de sus destinos de cabecera y mayormente utilizados (Plaza Independencia y Manga) tiene los siguientes destinos intermedios:

### Ida
- Ciudad Vieja
- Plaza España
- Bulevar Artigas
- Aduana (nocturno)

### Vuelta
- Plaza Cagancha
- 18 y Fernández Crespo
- Luis Alberto de Herrera
- Intercambiador Belloni
- Curva de Maroñas